# 齐齐哈尔高等师范专科学校
齐齐哈尔高等师范专科学校是目前黑龙江省齐齐哈尔市的一所大专（高职）院校。

## 历史
学校历史悠久，为中国建校最早的几所中等师范学校之一。其前身要追溯到1906年（光绪32年）因推行新学而创办的师范速成班，1914年改名为黑龙江省立第一师范学校。1954年校名变更为齐齐哈尔市师范学校。1977年招收专科学生。1993年为全国“培养专科程度小学教师五年制试点校”。
2004年，克山师范专科学校被齐齐哈尔大学合并，克山师专的师生合到齐齐哈尔大学，但学校的牌子实际给了当时仅为中专的齐齐哈尔师范学校，（往国家上报是说克山师专更名为齐齐哈尔师专，实际是借克山师专的牌子升格，因为齐齐哈尔师范学校不够升级为大专）。随后原齐齐哈尔师范学校和原齐齐哈尔幼儿师范学校及齐齐哈尔教育学院三校合并，用克山师专的牌子改名为齐齐哈尔高等师范专科学校。